# Sesil Karatantcheva
Sesil Karatantcheva (Cyrillisch: Сесил Каратанчева) (Sofia, 8 augustus 1989) is een tennisspeelster uit Bulgarije. Ze begon op vijfjarige leeftijd met tennis, maar vond het toen niet leuk. In 2003 speelde ze haar eerste ITF-toernooi.
In 2006 werd ze voor twee jaar gediskwalificeerd wegens het gebruik van nandrolon, nadat ze tweemaal positief was bevonden op de dopingtest. In 2008 speelde ze weer op het ITF-toernooi van Surprise, Arizona, VS.
Tot 2 februari 2009 speelde ze voor Bulgarije, haar geboorteland. Daarna nam ze de Kazachse nationaliteit aan en kwam ze uit voor Kazachstan. Sinds 1 januari 2015 speelt zij terug voor Bulgarije.

## Posities op deWTA-ranglijst
Positie per einde seizoen:
| jaar | rang enkelspel | rang dubbelspel |
| ---- | -------------- | --------------- |
| 2014 | 176            | –               |
| 2013 | 142            | –               |
| 2012 | 93             | 1197            |
| 2011 | 175            | 370             |
| 2010 | 139            | 463             |
| 2009 | 134            | 203             |
| 2008 | 150            | 262             |
|      |                |                 |
| 2005 | 35             | 894             |
| 2004 | 127            | –               |
| 2003 | 526            | –               |

## Resultaten grandslamtoernooien
| Legenda | Legenda                          |
| ------- | -------------------------------- |
| g.t.    | geen toernooi gehouden           |
| l.c.    | lagere categorie                 |
| –       | niet deelgenomen                 |
| G       | uitgeschakeld in de groepsfase   |
| 1R      | uitgeschakeld in de eerste ronde |
| 2R      | uitgeschakeld in de tweede ronde |
| 3R      | uitgeschakeld in de derde ronde  |
| 4R      | uitgeschakeld in de vierde ronde |
| KF      | uitgeschakeld in de kwartfinale  |
| HF      | uitgeschakeld in de halve finale |
| F       | de finale verloren               |
| W       | het toernooi gewonnen            |
| w-v     | winst/verlies-balans             |

### Enkelspel
| Australian Open | –  | 1R | 2R | 1R | –  | 1R |
| Roland Garros   | –  | KF | –  | –  | 2R | –  |
| Wimbledon       | –  | 2R | 1R | –  | –  | –  |
| US Open         | 1R | 2R | –  | –  | 1R | –  |

### Vrouwendubbelspel
| Toernooi        | 2005 |
| --------------- | ---- |
| Australian Open | –    |
| Roland Garros   | –    |
| Wimbledon       | 1R   |
| US Open         | 1R   |

## Palmares
| Legenda                |
| ---------------------- |
| Grandslamtoernooi      |
| Olympische Spelen      |
| Year-End Championships |
| Tier I                 |
| Tier II                |
| Tier III               |
| Tier IV & V            |

### WTA-finaleplaatsen enkelspel
Geen.

### WTA-finaleplaatsen vrouwendubbelspel
| nr.              | finale     | toernooi        | ondergrond | partner      | tegenstandsters                  | score    |         |
| ---------------- | ---------- | --------------- | ---------- | ------------ | -------------------------------- | -------- | ------- |
| gewonnen finales |            |                 |            |              |                                  |          |         |
| Geen.            |            |                 |            |              |                                  |          |         |
| verloren finales |            |                 |            |              |                                  |          |         |
| 1.               | 2008-07-20 | WTA Bad Gastein | gravel     | Nataša Zorić | Andrea Hlaváčková Lucie Hradecká | 3-6, 3-6 | details |